# Jacques Mieses
Jacques Mieses (Lipsia, 27 febbraio 1865 – Londra, 23 febbraio 1954) è stato uno scacchista tedesco, naturalizzato britannico dal 1937, Grande maestro.
Di origine ebrea, si trasferì a Londra nel 1937 per sfuggire alla persecuzione nazista. Nel 1950 fu tra i primi 27 Grandi Maestri nominati dalla FIDE, diventando il primo Grande Maestro britannico.

## Principali risultati
- 1882 : vince a 17 anni il campionato di Berlino
- 1888 : 2º nel torneo di Norimberga, 3º nel torneo di Lipsia
- 1889 : 3º nel campionato tedesco di Norimberga, dietro a Tarrasch e Burn
- 1907 : 1º nel Trebitsch Memorial di Vienna
- 1923 : 1º a Liverpool

Disputò numerosi match con molti campioni, tra i quali Lasker, Rubinstein, Capablanca, Teichmann, Leonhardt, Schlechter, Marshall e Tarrasch, uscendone quasi sempre battuto. Pattò un mini-match con Tarrasch a Berlino nel 1915 (+1 –1 =0), ma l'anno successivo venne nettamente sconfitto (+2 –7 =4).
Scrisse molti libri di scacchi. Curò l'ottava edizione dell'Handbuch (1916-1921) e varie edizioni del Lehrbuch di Dufresne. Scrisse monografie su varie aperture, un libro sui finali (Tauschenbuch des Endspiels, Lipsia, 1915) che ebbe tre edizioni e varie raccolte di problemi.
Nelle aperture prediligeva gli impianti classici e la spettacolarità rispetto al gioco posizionale, il che a volte lo privò di sicure vittorie. Giocò spesso la partita del centro (1. e4 e5 2. d4 exd4 3. Dxd4 Cc6 4. De3) e la difesa Scandinava, alla quale diede notevoli contributi. L'apertura 1. d3 porta il suo nome.
Fu tra i principali organizzatori del torneo di San Sebastián 1911, vinto a sorpresa da José Raúl Capablanca, insistendo che venissero pagate tutte le spese dei maestri partecipanti.

## Alcune partite di Jacques Mieses
- Mieses - Blackburne, Hastings 1895, Scozzese var. classica C45, 1-0, su chessgames.com.
- Mieses - Janowski, Parigi 1900, Viennese, attacco Spielmann C26, 1-0, su chessgames.com.
- Mieses- Marshall, Monte Carlo 1903, gambetto Danese C21, 1-0, su chessgames.com.
- Mieses - Tartakower, Carlsbad 1907, Scandinava B01, 1-0, su chessgames.com.
- Schlechter - Mieses, San Pietroburgo 1909, difesa Scandinava B01, 0-1, su chessgames.com.